# Giulio Silvestri
Giulio Silvestri (Terni, 30 aprile 1858 – Terni, 18 marzo 1936) è stato un politico italiano, sindaco di Terni dal 1900 al 1901.

## Biografia
Giulio Silvestri nasce a Terni nel 1858 dall'avvocato Antonio Silvestri e dalla nobil donna ternana Caterina Setacci. Proveniva da una famiglia di nuova ricchezza giunta a Terni all'inizio dell'Ottocento con Ludovico Silvestri, ammesso nel ceto dei nobili intorno al 1828. Giulio aggiunse il cognome Setacci a quello paterno e iniziò giovanissimo la carriera politica e fu filo-clericale, divenendo sindaco di Terni nel 1900. Era inoltre nipote di Ludovico Silvestri, noto cultore, appena trasferitosi a Terni, di storia locale nella prima metà dell'Ottocento e per molti anni fu consigliere della filiale di Terni della Banca d'Italia, della Cassa di Risparmio di Terni e della Camera di commercio dell'Umbria.
La sua attività politica, come era comune a quel tempo, era divisa con quella di imprenditore agricolo: proprietario di vasti terreni nella conca ternana, produceva olio, uva e vino che vendeva in ambito locale.
Ebbe due figli, Luigi e Giuseppe. Giuseppe morì durante l'epidemia di spagnola senza figli. Luigi ebbe solo discendenza femminile, con 4 figlie: Giuseppina, Giulia, Pierina e Maria Teresa. È sepolto in Terni, nel cimitero comunale, nella cappella dei Silvestri.